# حملة بورما
حملة بورما (بالإنجليزية: Burma Campaign)‏ هي سلسلة من المعارك التي اندلعت في مستعمرة بورما البريطانية. كان الحملة جزءًا من مسرح عمليات جنوب شرق آسيا إبان الحرب العالمية الثانية، وشملت بشكل رئيس قوات الحلفاء، متمثلة بالإمبراطورية البريطانية وجمهورية الصين، وبدعمٍ من الولايات المتحدة. واجه هؤلاء قوات الإمبراطورية اليابانية الغازية، والتي ساندها جيش باياب التايلاندي، بالإضافة إلى حركتين انفصاليتين وجيوشهما المتواطئة مع قوى المحور، أحدهما جيش الاستقلال البورمي الذي تزعّم الهجمات الأولى ضد البلاد. تأسست دول عميلة في المناطق التي تعرضت للغزو والأراضي التي أُلحقت، بينما شنّت قوات الحلفاء الدولية في الهند البريطانية مجموعة من الهجمات التي باءت بالفشل. خلال عملية يو غو التي بدأت عام 1944، واستعادة الحلفاء بورما في وقتٍ لاحق، خاض الجيش الهندي تحت زعامة الثوري سبوهاش شاندرا بوز وحركته «آزاد هند» حربًا ضد اليابان. وصل عدد القوات الإمبراطورية البريطانية إلى 1 مليون مقاتل برًا وجوًا، وجُنّد معظم هؤلاء من الهند البريطانية، فحاربوا إلى جانب القوات البريطانية، بالإضافة إلى 100 ألف مقاتل من قوات المستعمرات في أفريقيا الغربية والشرقية، وعدد أقل من القوات البرية والجوية التي استُدعيت من المستعمرات والدول المستقلة ذاتيًا التابعة للكومنولث البريطاني (دومينيون).
امتازت الحملة ببعض السمات البارزة. جراء السمات الجغرافية للمنطقة، كان للطقس والأمراض والتربة تأثيرٌ مهم على العمليات الحربية. أدى غياب البنية التحتية الملائمة للتنقل إلى توجيه مزيد من الاهتمام للهندسة العسكرية والشحن الجوي لنقل وتزويد الجيوش بالمؤن والمعدات وإخلاء الجرحى. كانت الحملة أيضًا معقدة من الناحية السياسية، فكان لكلّ من البريطانيين والأمريكيين والصينيين أولويات إستراتيجية مختلفة ]بحاجة لتوثيق[.
كانت تلك الحملة أيضًا الحملة البرية الوحيدة لقوات الحلفاء في مسرح المحيط الهادئ، وجرت بشكل مستمر منذ بداية العمليات الحربية حتى انتهاء الحرب العالمية، والسبب هو الموقع الجغرافي. جراء توسع الحرب من جنوب شرق آسيا إلى الهند، شملت مناطق الحرب بعض الأراضي التي خسرها البريطانيون عند اندلاع الحرب، وشملت مناطق أخرى من الهند تقدّمت فيها الجيوش اليابانية، ثم انسحبت في نهاية المطاف.
تسيطر أمطار مناخ الرياح الموسمية على المنطقة، ما سمح بأداء الحملات العسكرية الفعالة خلال فترة لا تتجاوز منتصف السنة. بالإضافة إلى عوامل أخرى مثل المجاعة والاضطرابات في الهند البريطانية وأولوية القضاء على ألمانيا النازية من طرف الحلفاء، طال زمن الحملة وقُسمت إلى 4 أطوار: الغزو الياباني، والذي أدى إلى طرد القوات البريطانية والهندية والصينية في عام 1942، ثم محاولات الحلفاء الفاشلة لغزو بورما منذ أواخر العام 1942 وحتى أوائل العام 1944، ثم الغزو الياباني للهند عام 1944 والذي فشل في نهاية المطاف عقب معركتي إمفال وكوهيما، وأخيرًا عملية الغزو الناجحة من طرف الحلفاء، والتي أدت إلى إعادة احتلال بورما منذ أواخر العام 1944 وحتى منتصف العام 1945 ]بحاجة لتوثيق[.
تأثرت الحملة أيضًا، وبشدة، بالجو السياسي الذي اندلع في مناطق جنوب شرق آسيا التي احتلتها اليابان، فسعت الأخيرة نحو سياسة قومية آسيوية عُرفت بـ «مجال الازدهار المشترك لشرق آسيا الكبرى». أدت تلك الأمور إلى اندلاع ثورة مدعومة يابانيًا خلال مراحل الغزو الأولى، وتأسيس دولة بورما، والتي اتخذت منها حكومة الهند الحرة المؤقتة وجيشها الوطني مقرًا لها. أدى السلوك المهيمن الذي اتبعه العسكريون اليابانيون الذين قادوا الجيش المتمركز في البلاد –وهو السلوك الذي ساهم في هلاك مجال الازدهار المشترك عمومًا– إلى تلاشي آمال السكان المحليين بحصولهم على استقلال حقيقي، فتمرد الجيش الوطني البورمي الذي تأسس خلال الحرب عام 1945. بخصوص الحلفاء، كانت العلاقات السياسية مضطربة خلال معظم فترة الحرب. ساهمت قوة المشاة الصينية –المدربة أمريكيًا– والمعروفة باسم «إكس فورس» في نشوء تعاون بين البلدين، لكن المقترحات الاستراتيجية المتناقضة مع بعضها والتي قدمها الأمريكي جوزف ستيلويل والقائد العام الصيني شيانغ كاي شيك أدت في نهاية المطاف إلى طرد ستيلويل من منصبه المتمثل بالقائد الأمريكي لمسرح عمليات الصين وبورما الهند.